# 紺野天龍
紺野 天龍（こんの てんりゅう、1985年 -）は、日本の小説家。東京都生まれ。

## 経歴
2012年、メフィスト賞に応募した「朝凪水素最後の事件」がメフィスト賞座談会に掲載される。
2016年、第23回電撃小説大賞に「ウィアドの戦術師」を応募し、2018年に『ゼロの戦術師』に改題してデビュー。
2019年、「朝凪水素最後の事件」を全面改稿した『神薙虚無最後の事件』を第29回鮎川哲也賞に応募し、最終候補作に選ばれる（応募時のペンネームは天童薫）。
2022年に刊行した『幽世の薬剤師』の作品紹介には現役の薬剤師であることが記されている。

## ミステリ・ランキング
- 週刊文春ミステリーベスト10
  - 2022年 - 『神薙虚無最後の事件』18位

- このミステリーがすごい!
  - 2023年 - 『神薙虚無最後の事件』36位

- 本格ミステリ・ベスト10
  - 2022年 - 『シンデレラ城の殺人』29位
  - 2023年 - 『神薙虚無最後の事件』9位

- MRC大賞
  - 2022年 - 『神薙虚無最後の事件』8位

## 作品リスト

### 単行本

#### 錬金術師シリーズ
- 錬金術師の密室（2020年2月 ハヤカワ文庫JA）
- 錬金術師の消失（2020年12月 ハヤカワ文庫JA）

#### 無自覚チートの箱入りお嬢様、青春ラブコメで全力の忖度をされる
イラスト：塩かずのこ
- 無自覚チートの箱入りお嬢様、青春ラブコメで全力の忖度をされる（2021年8月 電撃文庫）
- 無自覚チートの箱入りお嬢様、青春ラブコメで全力の忖度をされる(2)（2021年12月 電撃文庫）

#### 幽世の薬剤師
- 幽世の薬剤師（2022年4月 新潮文庫nex）
- 幽世の薬剤師2（2022年11月 新潮文庫nex）
- 幽世の薬剤師3（2023年2月 新潮文庫nex）
- 幽世の薬剤師4（2023年7月 新潮文庫nex）
- 幽世の薬剤師5（2023年11月 新潮文庫nex）
- 幽世の薬剤師6（2024年2月 新潮文庫nex）
- 狐の嫁入り 幽世の薬剤師（2024年8月 新潮文庫nex）
- 堕天の誘惑 幽世の薬剤師（2024年11月 新潮文庫nex）
- あやかしの仇討ち 幽世の薬剤師（2025年4月 新潮文庫nex）

#### 〈名探偵倶楽部〉シリーズ
- 神薙虚無最後の事件（2022年6月 講談社）
  - 【改題】神薙虚無最後の事件 名探偵倶楽部の初陣（2025年1月 講談社タイガ）
- 魔法使いが多すぎる 名探偵倶楽部の童心（2025年2月 講談社タイガ）

#### その他の小説
- ゼロの戦術師（2018年2月 電撃文庫、イラスト：すみ兵）
- エンドレス・リセット 最果ての世界で、何度でも君を救う（2019年9月 電撃文庫、イラスト：toi8）
- シンデレラ城の殺人（2021年8月 小学館）
- ソードアート・オンライン オルタナティブ ミステリ・ラビリンス 迷宮館の殺人（2023年12月 電撃文庫、イラスト：遠田志帆、原案・監修：川原礫）
- 雛森寧子のミステリな日々 コンビ作家の誕生（2024年3月 PHP文芸文庫）

### アンソロジー（収録）
「」内が紺野天龍の作品。
- 黒猫を飼い始めた（2023年2月 講談社）「ヒトに関するいくつかの考察」
- 超短編！ 大どんでん返し Special（2023年12月 小学館文庫）「筋肉は裏切らない」

### 単行本未収録作品
- 本山らのの分裂（同人誌『本山らのと、先生と 本山らの公式アンソロジー』 2019年5月 本山らの文庫）
- スワンプマンは二度死ぬ（『ミステリマガジン』2021年5月号）
- ヒトに関するいくつかの考察（「Mephisto Readers Club」2022年6月6日掲載）
- 筋肉は裏切らない（『STORY BOX』2023年3月号）